# Kudur-Mabuk
Kudur-Mabuk (akkadien : Ku-du-ur-ma-bu-uk) est une personnalité de la Mésopotamie de la seconde moitié du XIXe siècle av. J.-C., chef de la tribu Amorrite des Iamûtbal (Originaire du Sud-Est de l’Irak, entre le Tigre et le Zagros). 

## Biographie
Il est le père de Warad-Sîn et de Rîm-Sîn Ier, rois de Larsa. Son propre parcours demeure énigmatique. Son nom est élamite, de même que celui de son père, Simti-shilhak. En 1834, il prend le contrôle du royaume de Larsa en profitant de l’affaiblissement du royaume sous le règne de Silli-Adad, victime de révoltes. Kubur-Maduk ne se proclame cependant jamais roi de Larsa, laissant ce privilège à son fils aîné Warad-Sîn, qui règne sans doute à ses côtés. 

## Biographies, sources
Kudur-Mabuk, his life and influence in Mesopotamia, Fabien Santos-Cessac, 1996